# Leonid Kinskey
Pour les articles ayant des titres homophones, voir Kinsky et Kinski.

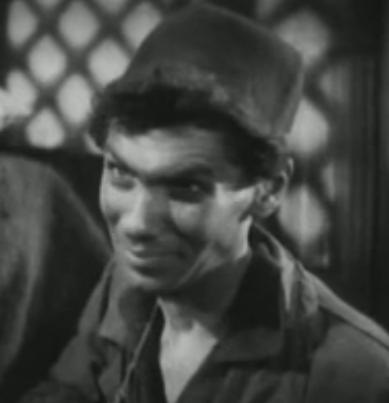
Dans Casbah (1938)

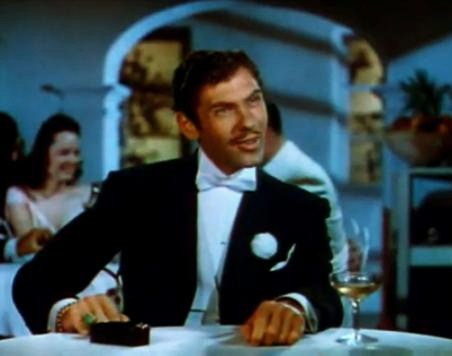
Dans Sous le ciel d'Argentine (1940)

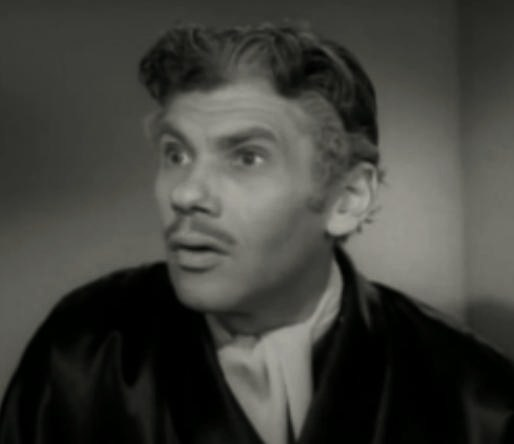
Dans Le Rapt du rapide 5 (1941)

Leonid Kinskey (parfois crédité Leonid Kinsky) est un acteur américain d'origine russe, né le 18 avril 1903 à Saint-Pétersbourg (Russie), mort le 8 septembre 1998 à Fountain Hills (Arizona).

## Biographie
Ayant fui la révolution russe de 1917, Leonid Kinskey s'installe aux États-Unis en 1921, où il tourne son premier film en 1932. Il joue au cinéma jusqu'en 1957, un de ses rôles les plus connus étant celui de Sascha dans Casablanca (1942).
Pour la télévision, il apparaît dans des séries (Perry Mason, Des agents très spéciaux, Batman, Daktari, etc), entre 1954 et 1971. Kinskey joue également dans l'épisode pilote de Papa Schultz, mais rejette un rôle régulier dans la série, estimant que le principe est trop absurde et a peu de chance de succès[réf. nécessaire].

## Filmographie partielle

### Au cinéma
- 1932 : The Big Broadcast de Frank Tuttle
- 1932 : Haute Pègre (Trouble in Paradise) (non crédité) d'Ernst Lubitsch
- 1933 : La Soupe au canard (Duck Soup) de Leo McCarey
- 1934 : La Veuve joyeuse (The Merry Widow) (non crédité) d'Ernst Lubitsch
- 1934 : Hollywood Party
- 1934 : Résurrection (We Live Again) de Rouben Mamoulian
- 1935 : Peter Ibbetson (non crédité) de Henry Hathaway
- 1935 : Les Misérables (titre original) de Richard Boleslawski
- 1935 : Les Trois lanciers du Bengale (The Lives of a Bengal Lancer) (non crédité) d'Henry Hathaway
- 1936 : Les Chemins de la gloire (The Road to Glory) de Howard Hawks
- 1936 : Le général est mort à l'aube (The General Died at Dawn), de Lewis Milestone
- 1937 : Café métropole (Café Metropole) d'Edward H. Griffith
- 1937 : Espionnage de Kurt Neumann
- 1937 : My Dear Miss Aldrich de George B. Seitz
- 1937 : La Joyeuse Suicidée (Nothing sacred) de William A. Wellman
- 1938 : Trois Souris aveugles (Three Blind Mice) de William A. Seiter
- 1938 : Casbah (Algiers) de John Cromwell
- 1938 : Toute la ville danse (The Great Waltz) de Julien Duvivier
- 1939 : Sur les pointes (On Your Toes) de Ray Enright
- 1939 : La Grande Farandole (The Story of Vernon and Irene Castle) de Henry C. Potter
- 1939 : Dîner d'affaires (Daytime wife) de Gregory Ratoff
- 1939 : Tout se passe la nuit (Everything Happens at Night) d'Irving Cummings
- 1940 : Et l'amour vint... (He Stayed for Breakfast) d'Alexander Hall
- 1940 : Sous le ciel d'Argentine (Down Argentine Way) d'Irving Cummings
- 1941 : Boule de feu (Ball of Fire) d'Howard Hawks
- 1941 : Une nuit à Rio (That Night in Rio) d'Irving Cummings
- 1941 : Le Rapt du rapide 5 (en) (Broadway Limited) de Gordon Douglas
- 1941 : Week-end à la Havane (Week-end in Havana) de Walter Lang
- 1942 : La Justice des hommes (The Talk of the Town) de George Stevens
- 1942 : Casablanca de Michael Curtiz
- 1943 : Lily Mars vedette (Presenting Lily Mars) de Norman Taurog
- 1943 : Gildersleeve on Broadway de Gordon Douglas
- 1944 : Alerte aux marines (The Fighting Seabees) d'Edward Ludwig
- 1944 : Caravane d'amour (Can't Help Singing) de Frank Ryan
- 1946 : Le Joyeux Barbier (Monsieur Beaucaire) de George Marshall
- 1949 : Passion fatale (The Great Sinner) (non crédité) de Robert Siodmak
- 1955 : L'Homme au bras d'or (The Man with Golden Arm) d'Otto Preminger
- 1956 : Glory de David Butler
- 1957 : Pour elle un seul homme (The Helen Morgan Story) de Michael Curtiz

### À la télévision (séries)
- 1959 : Peter Gunn, Saison 1, épisode 30 February Girl de Boris Sagal
- 1964 : Le Jeune Docteur Kildare (Doctor Kildare), Saison 3, épisode 25 Tomorrow is a Fickle Girl de Paul Wendkos
- 1964 : Mon martien favori (My Favorite Martian), Saison 2, épisode 6 Extra ! Extra ! Sensory Perception ! de Leslie Goodwins
- 1965 : Papa Schultz (Hogan's Heroes), Saison 1, épisode 1 L'Informateur (The Informer) de Robert Butler
- 1965 : Première série L'Homme à la Rolls (Burke's Law), Saison 3, épisode 7 The Prisoners of Mr. Sin
- 1966 : Perry Mason, Saison 9, épisode 23 The Case of the Tsarina's Tiara
- 1966 : Des agents très spéciaux (The Man from U.N.C.L.E.), Saison 3, épisode 15 Joyeux Noël (The Jingle Bells Affair) de John Brahm
- 1967 : Batman, Saison 2, épisode 35 Cagoule contaminée (The Contamined Cowl) d'Oscar Rudolph et épisode 36 Le Travailleur du chapeau (The Mad Hatter runs Afoul) d'Oscar Rudolph
- 1967 : Annie, agent très spécial (The Girl from U.N.C.L.E.), épisode 23 Duchesse ou salutiste (The Low Blue C Affair) de Barry Shear
- 1967 : Daktari, Saison 3, épisode 9 Compte à rebours pour Judy (Judy and the Jailbirds)